# مارسيلو أورتيز
مارسيلو أورتيز (بالإسبانية: Marcelo Ortíz)‏ (13 يناير 1994 في الأرجنتين - ) هو لاعب كرة قدم أرجنتيني في مركز الدفاع. لعب مع روزاريو سنترال.

## وصلات خارجية
- مارسيلو أورتيز على موقع قاعدة بيانات كرة القدم.إي يو (الإنجليزية)
- مارسيلو أورتيز على موقع Soccerway.com (الإنجليزية)